# Hans Heigl
Hans Heigl (* 25. September 1921 in Steyr; † 27. April 2002 ebenda) war ein österreichischer Politiker (SPÖ) und Werkstoffprüfer. Heigl war von 1979 bis 1983 Abgeordneter zum Nationalrat.
Heigl erlernte nach dem Besuch der Pflichtschule bei der Steyr-Daimler-Puch AG den Beruf des Schlossers und Spenglers und war beruflich als technischer Zeichner tätig. Er absolvierte die Matura in einer Abendschule und war später als Arbeitsvorbereiter und Werkstoffprüfer tätig. Bei der Steyr-Daimler-Puch AG wirkte er zudem als Zentralbetriebsratsobmann, zudem war er ab 1961 Gemeinderat in Steyr. Des Weiteren war Heigl in der Gewerkschaft Metall-Bergbau-Energie aktiv und Mitglied des Landesparteivorstandes der SPÖ Oberösterreich. Heigl vertrat die SPÖ zwischen 1973 und 1979 im Oberösterreichischen Landtag, danach war er vom 5. Juni 1979 bis zum 12. Dezember 1983 Abgeordneter zum Nationalrat.

## Auszeichnungen
- 1984: Großes Silbernes Ehrenzeichen für Verdienste um die Republik Österreich[1]